# Fritz Thiedemann
Fritz Thiedemann (Weddinghusen, 3 maart 1918 – Heide, 8 januari 2000) was een Duits ruiter, die gespecialiseerd was in springen en dressuur. Thiedemann nam tijdens de Olympische Zomerspelen van 1952 zowel deel aan de dressuur als aan het springen. Hij won in de individuele springwedstrijd de bronzen medaille en tevens een bronzen medaille in de landenwedstrijd dressuur. Thiedemann won in 1956 en 1960 olympisch goud in de landenwedstrijd springen. Thiedemann won op de wereldkampioenschappen springen één zilveren en één bronzen medaille.

## Resultaten
- Olympische Zomerspelen 1952 in Helsinki 12e individueel dressuur met Chronist
- Olympische Zomerspelen 1952 in Helsinki  landenwedstrijd dressuur met Chronist
- Olympische Zomerspelen 1952 in Helsinki  individueel springen met Meteor
- Olympische Zomerspelen 1952 in Helsinki 6e landenwedstrijd springen met Meteor
- Wereldkampioenschappen springen 1953 in Parijs  individueel springen met Diamant
- Wereldkampioenschappen springen 1956 in Aken  individueel springen met Meteor
- Olympische Zomerspelen 1956 in Stockholm 4e individueel springen met Meteor
- Olympische Zomerspelen 1956 in Stockholm  landenwedstrijd springen met Meteor
- Olympische Zomerspelen 1960 in Rome 6e individueel springen met Meteor
- Olympische Zomerspelen 1960 in Rome  landenwedstrijd springen met Meteor

- Gemeinsame Normdatei: 118621912
- International Standard Name Identifier: 0000 0000 1055 1181
- Virtual International Authority File: 69722656
- WorldCat: E39PBJfX3f84H7kKgqfVpHcF8C

1912: Lewenhaupt, Kilman, von Rosen ·
1920: König, von Rosen, Norling ·
1924: Thelning, Ståhle, Lundström ·
1928: Navarro, Álvarez, García ·
1936: Hasse, von Barnekow, Brandt ·
1948: Mariles, Uriza, Valdés ·
1952: White, Stewart, Llewellyn ·
1956: Winkler, Thiedemann, Lütke-Westhues ·
1960: Winkler, Thiedemann, Schockemöhle ·
1964: Schridde, Jarasinski, Winkler ·
1968: Day, Gayford, Elder ·
1972: Ligges, Wiltfang, Steenken, Winkler ·
1976: Parot, Rozier, Roguet, Roche ·
1980: Tsjoekanov, Poganovsky, Asmaje, Korolkov ·
1984: Fargis, Homfeld, Burr Howard, Smith ·
1988: Beerbaum, Brinkmann, Hafemeister, Sloothaak ·
1992: Raijmakers, Romp, Tops, Lansink ·
1996: Sloothaak, Nieberg, Kirchhoff, Beerbaum ·
2000: Beerbaum, Nieberg, Ehning, Becker ·
2004: Wylde, Ward, Madden, Kappler ·
2008: Ward, Kraut, Simpson, Madden ·
2012: Skelton, Maher, Brash, Charles ·
2016: Rozier, Staut, Bost, Leprévost ·
2020: von Eckermann, Baryard-Johnsson, Fredricson ·
2024: Maher, Charles, Brash